# Juan Pablo Echeverri Muñoz
Juan Pablo Echeverri Muñoz (22 de noviembre de 1978 - 15 de junio de 2022) fue un artista colombiano reconocido por su trabajo enfocado en el autorretrato, la reflexión sobre la imagen personal y los estereotipos.  

## Vida y carrera
Echeverri nació en Bogotá, Colombia. 
Hacia 1995, en sus primeros años como estudiante de artes visuales en la Universidad Pontificia Javeriana, Echeverri comenzó a tomarse fotos de pasaporte 4x5 cm que luego incluía en sus diarios. Desde el 1 de julio de 2000, las fotos se volvieron una rutina diaria y comenzaron a alimentar la que luego se convertiría en su obra de largo aliento, Miss Fotojapón. 
En 2003, un año después de graduarse, Miss Fotojapón le valió a Echeverri su primera exposición individual en el Museo de Arte Moderno de Bogotá .  En 2010, una fracción de esta pieza fue adquirida por el Museo del Banco de la República para su colección permanente. En 2022, Miss Fotojapón tenía más de 8000 fotografías y había sido expuesta en la Galería Saatchi de Londres como parte de la exposición From Selfie to Self-Expression de 2017. Además, había sido incluida en los libros 500 Self-Portraits (2018)  y Younger than Jesus Directory (2009), ambos publicados por Phaidon Press . 
En paralelo a miss Fotojapón, Echeverri también creó series cortas de fotografías y videos, como Fantasía de Macho maduro (2001), merengue glacé (2007), SUPERSONAS (2011), futuroSEXtraños (2016) y MUERTOS VIVIENTES (2019). Según los críticos Jaime Cerón y Andrés Isaac, estas obras tratan sobre la construcción de "yo", la percepción del "otro" y la definición de estereotipos sociales. Algunas de estas obras se han exhibido en espacios como el Museo Nacional de Colombia en Bogotá, Bienal de Arte Contemporáneo de Irlanda (2018),y los Rencontres d'Arles en Francia (2017). 
Además de su actividad artística personal, Echeverri también fue un estrecho colaborador del fotógrafo alemán Wolfgang Tillmans desde 2012, trabajando en el montaje de sus exposiciones y como miembro de algunos de sus proyectos musicales. 

## Muerte
Echeverri murió de malaria en junio de 2022 a la edad de 43 años.